# Râul Orjîțea
Orjîțea (în ucraineană Оржиця, transliterat: Orjîțea, în rusă Оржица, transliterat: Orjițea) este un râu în Ucraina, afluent drept al Sulei (bazinul hidrografic al Niprului). Curge prin regiunea Kiev (raionul Iahotîn) și regiunea Poltava (raioanele Pîreatîn, Hrebinka și Orjîțea). Are o lungime de 117 km, iar suprafața bazinului hidrografic al râului este de 2190 km².
Izvorăște în apropierea satului Lemeșivka (raionul Iahotîn). Valea râului este în formă de jgheab, are o lățime de până la 3 km și o adâncime de 15 m. Lunca râului are o lățime de până la 600 m, cu multe lacuri, în cursul inferior este mlăștinoasă. Albia râului este șerpuitoare, în unele zone amenajată. Panta râului este de 0,34 m/km. Afluentul principal al Orjîței este Ciumgak. Alimentarea râului este mixtă. Este acoperit cu un strat de gheață de la începutul lui decembrie până la începutul lui martie.
Scurgerea Orjîței este parțial reglată de ecluze. Apele sale sunt folosite pentru alimentarea cu apă a populației și a întreprinderilor și irigație. În cursul mijlociu se află locuri de odihnă. Se practică piscicultura. Pe râu se află orașul Hrebinka.